# Hispano Aviación HA-200 Saeta

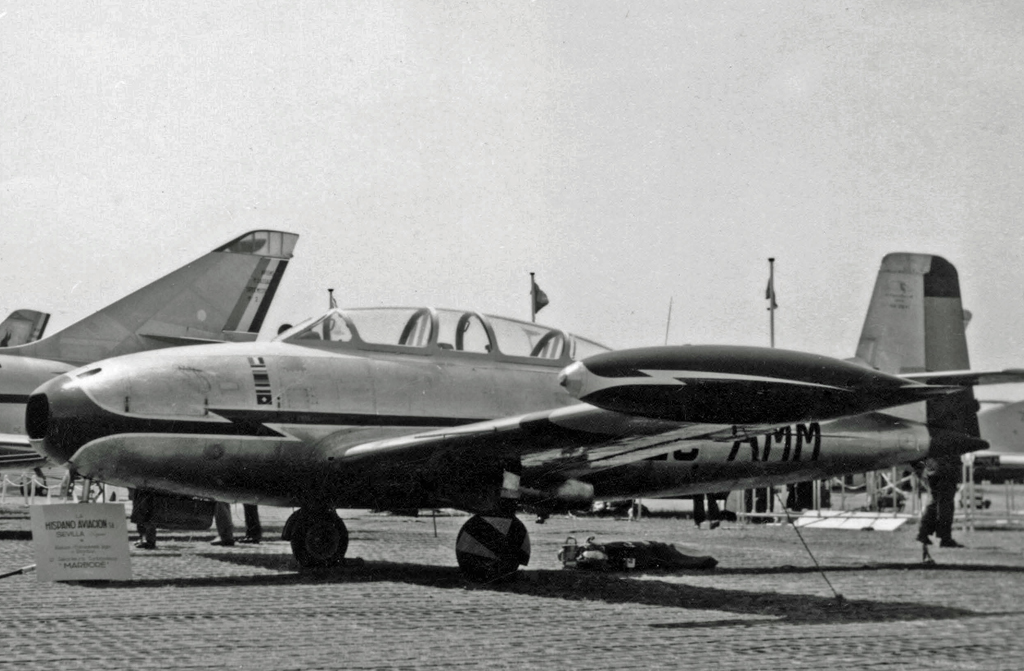
Il prototipo HA-200R Saeta in mostra al Salone di Parigi del 1957.

L'Hispano Aviación HA-200 Saeta era un bimotore a getto da addestramento avanzato ad ala bassa sviluppato dall'azienda aeronautica spagnola Hispano Aviación nei tardi anni cinquanta e prodotto negli anni sessanta, oltre che dalla stessa, anche dall'egiziana Egyptian General Aero Organization (EGAO).
Progettato dall'ingegnere aeronautico tedesco Willy Messerschmitt e sviluppato dal precedente HA-100 Triana a motore radiale, fu il primo aereo dotato di motore a getto prodotto in  Spagna e, a differenza del suo predecessore, ottenne un buon successo commerciale venendo adottato dalle forze aeree di Spagna ed Egitto.

## Tecnica
L'HA-200 Saeta era un velivolo di costruzione interamente metallica dall'aspetto convenzionale che ricalcava le caratteristiche salienti dei pari ruolo dello stesso periodo, monoplano ad ala bassa con carrello retrattile.
La fusoliera a sezione circolare era caratterizzata da un abitacolo a due posti in tandem dotato di doppi comandi, chiuso da un lungo tettuccio apribile a scorrimento. Posteriormente terminava in un impennaggio cruciforme monoderiva con piani orizzontali montati a sbalzo.
La configurazione alare era monoplana, con l'ala montata a sbalzo bassa sulla fusoliera, realizzata in due semiali con struttura monolongherone dotate di alettoni a fessura.
Il carrello d'atterraggio era di tipo triciclo anteriore, completamente retraibile ed azionato da un circuito idraulico, quello principale nell'ala con movimento delle due gambe di forza verso l'interno, quello anteriore con movimento retrogrado.
La propulsione era affidata ad una coppia di motori turbogetto Turbomeca Marboré inseriti in fusoliera.

## Versioni
HA-200R
prototipo, realizzato in due esemplari.
HA-200A
prima versione di produzione in serie, realizzata in 30 esemplari.
HA-200B
versione di preproduzione equipaggiata con una coppia di Turboméca Marboré IIA e destinata all'Egitto, prodotta in 10 esemplari in Spagna più 90 costruiti su licenza in Egitto con la designazione Helwan HA-200B القاهرة (al-Qāhira).
HA-200D
Versione migliorata destinata all'aviazione militare spagnola caratterizzata dall'adozione di sistemi aggiornati, realizzata in 55 esemplari.
HA-200E Super Saeta
HA-200D rimotorizzato con i più potenti turbogetto Marbore VI, dotato di avionica avanzata e dotato della possibilità di essere equipaggiato con missili aria-superficie, 40 conversioni.

## Utilizzatori
Egitto
- Al-Quwwat al-Jawwiyya al-Misriyya

 Spagna
- Ejército del Aire